# Cantó de Fontenay-aux-Roses
El cantó de Fontenay-aux-Roses és un antic cantó francès del departament dels Alts del Sena, que estava situat al districte d'Antony. Comptava amb el municipi de Fontenay-aux-Roses.
Al 2015 es va unir al cantó de Châtillon.

## Municipis
- Fontenay-aux-Roses

## Història
| Data d'elecció                           | Identitat       | Partit | Qualitat |
| ---------------------------------------- | --------------- | ------ | -------- |
| 1985-1994                                | Philippe Marino | RPR    |          |
| 1994-                                    | Pascal Buchet   | PS     |          |
| les dades anteriors no són pas conegudes |                 |        |          |
|                                          |                 |        |          |

## Demografia
| A partir de 1990: Població sense dobles comptes |